# Grup de l'Arc de Sant Martí (1984-1989)
|  | No s'ha de confondre amb el Grup de l'Arc de Sant Martí, que va operar entre 1989 i 1994. |

El Grup de l'Arc de Sant Martí (ARC) va ser un grup polític ecologista i regionalista del Parlament Europeu que va operar a la II legislatura, entre 1984 i 1989, amb el nom oficial de "Grup de l'Arc de Sant Martí: Federació de l'Aliança Verda - Alternativa Europea, d'AGALEV - ECOLO, del Moviment Popular Danès contra la pertinença a la Comunitat Europea i de l'Aliança Lliure Europea al Parlament Europeu" i la participació de l'Aliança Lliure Europea i la Coordinació Europea de Partits Verds.
El grup es va constituir després de les eleccions al Parlament Europeu de 1984 amb 20 eurodiputats de 5 estats membre de la Comunitat Econòmica Europea i els seus membres van constituir, a l'inici de la III legislatura dos grups: un nou Grup de l'Arc de Sant Martí, amb els partits regionalistes, i el Grup Verd al Parlament Europeu, amb els partits verds.

## Història
Després de les eleccions al Parlament Europeu de 1984, els partits verds van aconseguir 11 eurodiputats, 2 d'ells integrats dins la recent Coordinació Europea de Partits Verds. Aquest nombre d'escons era insuficient (es necessitaven 12 representants) i, per tant, van arribar a un acord amb l'Aliança Lliure Europea, que va aconseguir 3 representants a 2 estats membre, i altres partits d'esquerres per conformar la Federació de l'Aliança Verda - Alternativa Europea, que es va conèixer al Parlament Europeu com a Grup de l'Arc de Sant Martí.
Una vegada finalitzades les eleccions al Parlament Europeu de 1989, el grup es va dividir en dos, gràcies als grans resultats dels partits verds, així com d'Aliança Lliure Europea:
- Els Verds al Parlament Europeu: conformat pels partits verds, així com partits d'esquerres d'Itàlia, Portugal i Espanya.
- Grup de l'Arc de Sant Martí: conformat pels partits de l'Aliança Lliure Europea i altres partits regionalistes, Independent Fianna Fáil i el Moviment Popular Danès.

### Presidents del grup
La presidència del grup era compartida i rotatòria entre els partits que en formaven part. Hi van ser part, en algun moment de la legislatura, Friedrich-Wilhelm Graefe zu Baringdorf, Brigitte Heinrich i Frank Schwalba-Hoth d'Els Verds d'Alemanya, Bram van der Lek de l'Acord Progressista Verd dels Països Baixos, Jaak Vandemeulebroucke d'Unió del Poble, Paul Staes d'Agalev, François Roelants du Vivier d'Ecolo i Else Hammerich del Moviment Popular Danès.

## Membres del grup
Aquest Grup de l'Arc de Sant Martí només va existir durant la II legislatura del Parlament Europeu i va tenir a la constitució 20 eurodiputats de 9 partits polítics, sumant-se Eusko Alkartasuna desprès de l'entrada d'Espanya a la Comunitat Europea, però patint la sortida just abans del Partit d'Unitat Proletària pel Comunisme.

### Històric d'eurodiputats
El Grup de l'Arc de Sant Martí va tenir la següent composició:
| Període   | Legislatura                          | Inici de legislatura | Final de legislatura |
| --------- | ------------------------------------ | -------------------- | -------------------- |
| 1984-1989 | II legislatura del Parlament Europeu | 20 / 434             | 20 / 518             |

### Partits membre
A més, hi van formar part els següents partits polítics:
| Estat         | Nom (català)                             | Nom (llengua del país)                       | Partit Europeu | Partit Europeu | Període   |
| ------------- | ---------------------------------------- | -------------------------------------------- | -------------- | -------------- | --------- |
| Alemanya      | Els Verds                                | Grüne                                        |                |                | 1984-1989 |
| Bèlgica       | Agalev                                   | Agalev                                       |                | CEPV           | 1984-1989 |
| Bèlgica       | Ecolo                                    | Ecolo                                        |                | CEPV           | 1984-1989 |
| Bèlgica       | Unió del Poble                           | Volksunie                                    |                | ALE            | 1984-1989 |
| Dinamarca     | Moviment Popular Contra la UE            | Folkebevægelsen mod EU                       |                |                | 1984-1989 |
| Espanya       | Solidaritat Basca                        | Eusko Alkartasuna                            |                | ALE            | 1986-1989 |
| Itàlia        | Democràcia Proletària                    | Democrazia Proletaria                        |                |                | 1984-1985 |
| Itàlia        | Partit d'Unitat Proletària pel Comunisme | Partito di Unità Proletaria per il Comunismo |                |                | 1984-1989 |
| Itàlia        | Unió Valldostana                         | Union Valdôtaine                             |                | ALE            | 1984-1989 |
| Països Baixos | Partit Socialdemòcrata                   | Social Democratic Party                      |                |                | 1984-1989 |